# Harmothoe setosissima
Harmothoe setosissima är en ringmaskart som först beskrevs av Jean-Baptiste Lamarck 1818.  Harmothoe setosissima ingår i släktet Harmothoe och familjen Polynoidae. Inga underarter finns listade i Catalogue of Life.